# Kuznečik
Kuznečik (Кузнечик) è un film del 1978 diretto da Boris Alekseevič Grigor'ev.

## Trama
Dopo essersi diplomata, Lena Kuznecova è venuta a Mosca ed è entrata nell'istituto pedagogico senza particolari difficoltà. Essendo diventata una studentessa della facoltà di filologia, ha chiaramente formulato l'obiettivo immediato: ad ogni costo raggiungere il benessere materiale e fare carriera. Avendo sposato un ricercatore senior, Lena ha subito ricevuto un appartamento, un'auto e dei fan. E il suo primo tradimento ha portato il risultato desiderato: un divorzio e la proprietà esclusiva della proprietà...